# کوکسال انگور
کوکسال انگور (انگلیسی: Köksal Engür; ۵ march ۱۹۴۶ – ۲۶ مارس ۲۰۲۳ (۷۷ ساله)) بازیگر اهل ترکیه بود.
از فیلم‌ها یا برنامه‌های تلویزیونی که وی در آن نقش داشته‌است می‌توان به مامان، من می‌ترسم! اشاره کرد.